# المنعطف (فلم)
المنعطف هو فيلم تراجيدي عراقي، أنتج في عام 1975.

## قصة الفيلم
مجموعة من الشباب الثائر الذين يعيشون في بغداد الخمسينيات، يسيطر عليهم الشعور بالإحباط، من بينهم (سعيد)؛ الذي يُقبض عليه بسبب قيادته لأحد الإضرابات العمالية، و(شريف)؛ الذي يدفع حياته دفاعاً عن مبادئه، و(حميد)؛ الذي يعشق زميلته (سلمى)، ويحلم بالزواج منها. تمضي الحياة بالشباب في ظل ظروفهم الصعبة.

## طاقم العمل
- سمر محمد
- عبد الجبار عباس
- زكية خليفة
- يوسف العاني
- طعمة التميمي
- عبد الجبار كاظم
- سميرة أسعد
- سامي عبد الحميد